# Algodonales (kommunhuvudort)
Algodonales är en kommunhuvudort i Spanien.   Den ligger i provinsen Provincia de Cádiz och regionen Andalusien, i den södra delen av landet, 400 km söder om huvudstaden Madrid. Algodonales ligger 369 meter över havet och antalet invånare är 5 672.
Terrängen runt Algodonales är kuperad. Runt Algodonales är det ganska tätbefolkat, med 60 invånare per kvadratkilometer. Närmaste större samhälle är Olvera, 13,7 km öster om Algodonales. Trakten runt Algodonales består till största delen av jordbruksmark.